# نشنال لمپون آدام و ایو
نشنال لمپون آدام و ایو یا نشنال لمپون آدم و حوا (به انگلیسی: National Lampoon's Adam & Eve) فیلمی محصول سال ۲۰۰۵ و به کارگردانی جف کنیو است. در این فیلم بازیگرانی همچون کامرون داگلاس، امانوئل شریکی، جرج دزوندزا، چاد لیندبرگ، جیک هافمن، برایان کلاگمن، کرتنی پلدن، چاینا شیورز، آلن هاوی و بریانا براون ایفای نقش کرده‌اند.